# Villarimboud
Villarimboud (toponimo francese) è una frazione di 474 abitanti del comune svizzero di La Folliaz, nel Canton Friburgo (distretto della Glâne).

## Storia

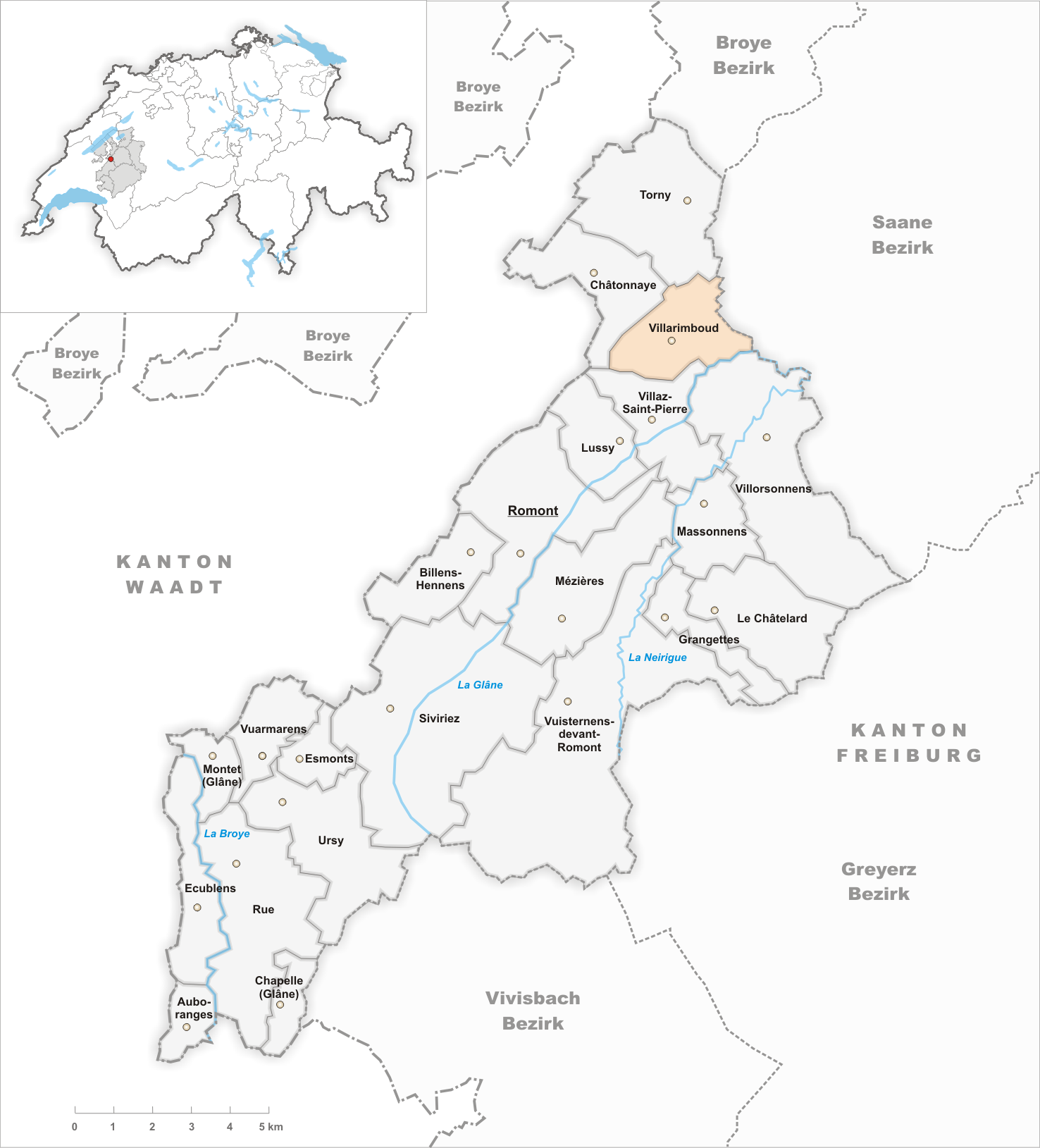
Il territorio del comune di Villarimboud prima degli accorpamenti comunali del 2005

Già comune autonomo che nel 1973 aveva inglobato il comune soppresso di Macconnens, il 1º gennaio 2005 è stato a sua volta accorpato all'altro comune soppresso di Lussy per formare il nuovo comune di La Folliaz, del quale Villarimboud è il capoluogo.

## Monumenti e luoghi d'interesse
- Chiesa cattolica, eretta nel 1841-1844[1].

## Società

### Evoluzione demografica
L'evoluzione demografica è riportata nella seguente tabella:
Abitanti censiti

## Amministrazione
Ogni famiglia originaria del luogo fa parte del comune patriziale che ha la responsabilità della manutenzione di ogni bene comune.